# Benjamin Robert Haydon
Pour les articles homonymes, voir Haydon.
Benjamin Robert Haydon (26 janvier 1786 à Plymouth (Royaume-Uni) - 22 juin 1846) est un peintre anglais.

## Biographie
Haydon s'installe à Londres à 18 ans et y devient élève de Johann Heinrich Füssli ainsi que l'ami de David Wilkie. Il étudie les marbres du Parthénon et visite la France en 1814. Entrant en désaccord perpétuel avec les peintres de son époque, il s'endette fortement et se résout à la mendicité auprès des grands seigneurs[réf. nécessaire]. Il donne aussi des cours mais finit sa vie dans la misère.
Ses mémoires ont été publiés par Tom Taylor en 1853 en trois volumes. 

## Œuvres
- Dentatus
- Le Jugement de Salomon
- L'Entrée de Jésus-Christ dans Jérusalem
- Lazare
- Napoléon à Sainte-Hélène
- Le Banquet de la réforme